# العلاقات الغواتيمالية اللاتفية
العلاقات الغواتيمالية اللاتفية هي العلاقات الثنائية التي تجمع بين غواتيمالا ولاتفيا.

## مقارنة بين البلدين
هذه مقارنة عامة ومرجعية للدولتين:
| وجه المقارنة                                              | غواتيمالا       | لاتفيا                                             |
| --------------------------------------------------------- | --------------- | -------------------------------------------------- |
| المساحة (كم2)                                             | 108.89 ألف      | 64.59 ألف                                          |
| عدد السكان (نسمة)                                         | 17.26 مليون     | 1.93 مليون                                         |
| الكثافة السكانية (ن./كم²)                                 | 158.51          | 29.88                                              |
| العاصمة                                                   | غواتيمالا       | ريغا                                               |
| اللغة الرسمية                                             | اللغة الإسبانية | اللغة اللاتفية                                     |
| العملة                                                    | كتزال غواتيمالي | يورو، لاتس لاتفي، الروبل اللاتفي ‏، الروبل اللاتفي ‏ |
| الناتج المحلي الإجمالي (بليون دولار)                      | 75.62 مليار     | 30.26 مليار                                        |
| الناتج المحلي الإجمالي (تعادل القوة الشرائية) بليون دولار | 126.21 مليار    | 49.24 مليار                                        |
| الناتج المحلي الإجمالي الاسمي للفرد دولار أمريكي          | 3.90 ألف        | 14.06 ألف                                          |
| الناتج المحلي الإجمالي للفرد دولار أمريكي                 | 7.45 ألف        | 23.55 ألف                                          |
| مؤشر التنمية البشرية                                      | 0.627           | 0.819                                              |
| رمز المكالمات الدولي                                      | +502            | +371                                               |
| رمز الإنترنت                                              | .gt             | .lv                                                |
| المنطقة الزمنية                                           | 00              | ت ع م+02:00، ت ع م+03:00، أوروبا/ريغا ‏             |

## منظمات دولية مشتركة
يشترك البلدان في عضوية مجموعة من المنظمات الدولية، منها:
| علم المنظمة | اسم المنظمة                               | تاريخ انضمام غواتيمالا | تاريخ انضمام لاتفيا |
| ----------- | ----------------------------------------- | ---------------------- | ------------------- |
|             | مؤسسة التنمية الدولية                     | 27 أبريل 1961          | 11 أغسطس 1992       |
|             | يونسكو                                    | 2 يناير 1950           | 9 يوليو 1951        |
|             | وكالة ضمان الاستثمار متعدد الأطراف        | 11 يوليو 1996          | 21 أغسطس 1998       |
|             | الأمم المتحدة                             | 21 نوفمبر 1945         | 17 سبتمبر 1991      |
|             | الاتحاد البريدي العالمي                   | ?                      | ?                   |
|             | البنك الدولي للإنشاء والتعمير             | 28 ديسمبر 1945         | 11 أغسطس 1992       |
|             | المنظمة الهيدروغرافية الدولية             | ?                      | ?                   |
|             | الاتحاد الدولي للاتصالات                  | 10 يوليو 1914          | 11 ديسمبر 1921      |
|             | منظمة حظر الأسلحة الكيميائية              | ?                      | ?                   |
|             | مؤسسة التمويل الدولية                     | 20 يوليو 1956          | 29 سبتمبر 1993      |
|             | المركز الدولي لتسوية المنازعات الاستشارية | 20 فبراير 2003         | 7 سبتمبر 1997       |
|             | منظمة التجارة العالمية                    | ?                      | 1999                |
|             | منظمة الشرطة الجنائية الدولية             | ?                      | ?                   |

## وصلات خارجية
- موقع وزارة الخارجية الغواتيمالية
- موقع وزارة الخارجية اللاتفية